# Переславское сельское поселение (Калининградская область)
Пересла́вское се́льское поселе́ние — упразднённое муниципальное образование в Зеленоградском районе Калининградской области Российской Федерации.
Административный центр — посёлок Переславское.

## История
Переславское сельское поселение образовано 18 февраля 2005 года в соответствии с Законом Калининградской области № 501. В его состав вошли территории Костровского и Переславского сельских округов.
Законом Калининградской области от 27 апреля 2015 года № 420, 1 января 2016 года все муниципальные образования Зеленоградского муниципального района — Зеленоградское городское поселение, Ковровское, Красноторовское, Переславское сельские поселения и сельское поселение Куршская коса — были преобразованы, путём их объединения, в Зеленоградский городской округ.

## Население
| 2002 | 2010  | 2012  | 2013  | 2014  | 2015  |
| ---- | ----- | ----- | ----- | ----- | ----- |
| 5226 | ↗6693 | ↗6776 | ↗6780 | ↗6908 | ↗7068 |

На 1 января 2009 года из общего числа жителей в 6301 человек, 2460 человек — в возрасте от 14 до 30 лет. Трудоспособного населения — 3864 человека, учащихся — 510 человек, пенсионеров — 1130 человек. Остальная часть трудоспособного населения работает за пределами муниципального образования.

## Состав сельского поселения
В состав сельского поселения входят 19 населённых пунктов:
| №  | Населённый пункт | Тип населённого пункта          | Население |
| -- | ---------------- | ------------------------------- | --------- |
| 1  | Алексеевка       | посёлок                         | ↗39       |
| 2  | Волошино         | посёлок                         | ↘13       |
| 3  | Дорожное         | посёлок                         | ↗289      |
| 4  | Дружное          | посёлок                         | ↘138      |
| 5  | Колосовка        | посёлок                         | ↗1538     |
| 6  | Кострово         | посёлок                         | ↗970      |
| 7  | Котельниково     | посёлок                         | ↘15       |
| 8  | Кузнецкое        | посёлок                         | ↗112      |
| 9  | Куликово         | посёлок                         | ↗108      |
| 10 | Кумачёво         | посёлок                         | ↗541      |
| 11 | Логвино          | посёлок                         | ↗283      |
| 12 | Откосово         | посёлок                         | ↘233      |
| 13 | Павлинино        | посёлок                         | ↘263      |
| 14 | Перелески        | посёлок                         | ↗18       |
| 15 | Переславское     | посёлок, административный центр | ↘1388     |
| 16 | Подорожное       | посёлок                         | →3        |
| 17 | Прохладное       | посёлок                         | ↘100      |
| 18 | Серёгино         | посёлок                         | ↘5        |
| 19 | Холмогоровка     | посёлок                         | ↗637      |

## Экономика
Площадь поселения 20,5 тысяч гектаров, при этом леса занимают более 6000 гектаров. Площадь сельскохозяйственных угодий — более 10 тыс. гектаров. На территории муниципального образования есть полезные ископаемые — сыпучие строительные материалы (песок, гравий), имеются залежи нефти.

## Транспорт
Через территорию сельского поселения проходят автобусные маршруты: Калининград — Светлогорск — Отрадное, Калининград — Приморск, Калининград — Янтарный, Калининград — Люблино, Калининград — Зеленоградск и Калининград — Зеленоградск (через Романово), Калининград — Балтийск. А также железнодорожные линии Калининград — Светлогорск (электрифицирована) и Калининград — Балтийск со станциями в посёлках Дружное, Переславское, Переславское — Западное, Колосовка.